# Legoland Florida Resort
Legoland Florida Resort er en forlystelsespark i Winter Haven, Florida, der er en del af den internationale temaparkkæde Legoland. 
Legoland Florida Resort rummer omkring 50 forlystelser, shows og attraktioner foruden en botanisk have, et vandland, restauranter og butikker. Parken dækker et areal på 0,59 km², hvilket gør den til den næststørste Legoland-park efter Legoland Windsor i Storbritannien. Parken er inddelt i en række temaområder med fokus på for eksempel riddere, pirater og eventyr samt på Legotemaer så som Duplo, Technic og Lego Friends. I lighed med de øvrige Legoland-parker er der også et Miniland, her med moddeller fra New York City, Washington D.C., Las Vegas og Florida Keys.
Parken er etableret i området fra den gamle temapark Cypress Gardens, der eksisterede fra 1936 til 2009. Planerne om at etablere et Legoland på stedet blev offentliggjort af kædens ejer, Merlin Entertainment, 15. januar 2010 med en efterfølgende pressekonference seks dage efter med deltagelse af Floridas guvernør Charlie Crist. Selve etableringen gik forholdsvis hurtigt sammenlignet med andre forlystelsesparker, og indvielsen fandt derfor sted allerede 15. oktober 2011. I forbindelse med etableringen bevaredes den botaniske have fra Cypress Gardens. Desuden overlevede et stort banyan-træ, der oprindeligt var blevet plantet i 1939. 26. maj 2012 kunne man desuden genåbne det tidligere vandland Splash Island som Legoland Florida Water Park. Også fire forlystelser fik lov at overleve efter at være blevet renoveret og have fået nye navne. Derudover blev forlystelsen Jungle Coaster fra Legoland Windsor flyttet til parken og omdøbt til Test Track (senere Project X). 15. maj 2015 åbnedes et hotel på parkens område.